# 利沃夫运动足球俱乐部
利沃夫运动足球俱乐部（烏克蘭語：ФК «Рух» Львів），是一家位於烏克蘭利沃夫的職業足球俱乐部，於2003年成立。该俱乐部現時參加烏克蘭足球超級聯賽， 2019–20年賽季以甲組聯賽亚軍升級。